# ستايسي ماكمانوس
ستايسي ماكمانوس (بالإنجليزية: Stacey McManus)‏ هي لاعبة كرة لينة أسترالية، ولدت في 1 أبريل 1989 في سيدني في أستراليا.